# Club Deportivo Tenerife 2018-2019
Questa voce raccoglie le informazioni riguardanti il Club Deportivo Tenerife nelle competizioni ufficiali della stagione 2018-2019.

## Organico

### Rosa 2018-2019
Rosa aggiornata al 31 gennaio 2019
| N. |                    | Ruolo | Calciatore       |
| -- | ------------------ | ----- | ---------------- |
| 2  | Spagna (bandiera)  | D     | Luis Pérez       |
| 3  | Spagna (bandiera)  | D     | Héctor Hernández |
| 4  | Francia (bandiera) | D     | Samuel Camille   |
| 5  | Spagna (bandiera)  | D     | Alberto Jiménez  |
| 6  | Spagna (bandiera)  | C     | Luis Milla       |
| 7  | Spagna (bandiera)  | D     | Isma López       |
| 8  | Spagna (bandiera)  | C     | Borja Lasso      |
| 9  | Serbia (bandiera)  | C     | Filip Malbašić   |
| 10 | Spagna (bandiera)  | C     | Suso (capitano)  |
| 11 | Spagna (bandiera)  | C     | Tyronne          |
| 12 | Serbia (bandiera)  | C     | Uroš Račić       |
| 13 | Spagna (bandiera)  | P     | Ángel Galván     |

| N. |                      | Ruolo | Calciatore        |
| -- | -------------------- | ----- | ----------------- |
| 14 | Spagna (bandiera)    | D     | Carlos Ruiz       |
| 15 | Argentina (bandiera) | D     | Mauro dos Santos  |
| 16 | Spagna (bandiera)    | D     | Aitor Sanz        |
| 18 | Spagna (bandiera)    | C     | Paco Montañés     |
| 19 | Argentina (bandiera) | A     | Fernando Coniglio |
| 20 | Spagna (bandiera)    | C     | Iker Undabarrena  |
| 21 | Spagna (bandiera)    | D     | Jorge Sáenz       |
| 22 | Spagna (bandiera)    | C     | Nano              |
| 23 | Spagna (bandiera)    | D     | Raúl Cámara       |
| 24 | Spagna (bandiera)    | C     | José Naranjo      |
| 25 | Venezuela (bandiera) | P     | Dani Hernández    |